# Renia inusta
Renia inusta là một loài bướm đêm trong họ Noctuidae.